# Sharpsburg (Geòrgia)
Sharpsburg és una població dels Estats Units a l'estat de Geòrgia. Segons el cens del 2000 tenia 316 habitants, 125 habitatges, i 86 famílies. La densitat de població era de 221,8 habitants/km².